# YosStoP
Yoseline Hoffman Badui (Ciudad de México, México; 27 de julio de 1990), conocida como Yosstop (estilizado YosStoP), es una actriz, youtuber y personalidad de internet mexicana.

## Biografía y carrera

### 1990-2011: primeros años e inicios
Yoseline Hoffman Badui nació el 27 de julio de 1990 en la Ciudad de México. Es hija de los mexicanos Raúl Hoffman y Marina Badui. Su padre nació en la Ciudad de México, sin embargo, su padre era proveniente de Lituania, mientras que su madre provenía de Ucrania y ambos eran judíos. De igual manera, Marina nació en la Ciudad de México, pero su padre era de nacionalidad libanesa y su madre era originaria de la ciudad de Orizaba en Veracruz, sin embargo, los padres de esta última también eran de origen libanes. Es hermana del también youtuber Ryan Hoffman Badui, más conocido en el internet como DebRyanShow. Tiene 7 medios hermanos de parte de su padre, entre ellos la actriz Ginny Hoffman, y una media hermana de parte de su madre.
Desde los 10 años se dedicó a hacer comerciales para televisión, pero no fue hasta que en 2008 fue llamada para un casting por la televisora Canal Once para el programa Me mueves, posteriormente se quedó con uno de los personajes y desde ahí comenzó su amor a la actuación. A partir de su aparición en este programa, decidió estudiar ciencias de la comunicación, ya que quería ser locutora y dedicarse a la televisión, sin embargo, después de dos años decidió abandonar la carrera. Poco antes de tomar la decisión de abandonar la carrera, se le propuso ser conductora de un programa televisivo llamado Pulpo S.A. de C.V., donde además de conducir, era partícipe de la producción y elaboración de guiones, lo que la impulsó aún más a dejar la carrera y dedicarse por completo a los medios de comunicación.
Continuó su carrera con pequeñas actuaciones para la televisora TV Azteca en programas unitarios cómo Lo que callamos las mujeres y A cada quién su santo, en la misma empresa colaboró en las transmisiones de los Juegos Olímpicos de Londres 2012, además de también presentar para el canal Telehit.

### 2011: inicios en YouTube
El 5 de marzo de 2011, subió su primer video a YouTube, el cual era un teaser promocional anunciando el inicio de su canal. Posteriormente, el 19 de mayo de 2011 subió su primer video oficial dando la bienvenida a su canal titulado Bienvenidos!! Yosstop!, donde se presenta como actriz, conductora, locutora, creativa, escritora, guionista y anuncia su inicio como productora y directora.

### 2011-2014:YosStoP
Los primeros videos de YosStoP, eran sketches de momentos o situaciones cotidianas en el día a día de una persona, lo que hacía sentir una conexión con ellos y así seguir consumiendo su contenido. Posteriormente, comenzó a realizar videoblogs mostrando su rutina, viajes y su vida en general. De igual manera, comenzó a realizar tags, retos y otros videos de moda, contando con la participación de sus padres, su hermano Ryan y sus tres "perrhijos" (perros), Steewy, Sookie y Teodoro. Con el tiempo, comenzó a incluir diversos personajes en sus videos, estos representaban los distintos tipos de personas, mujeres en su mayoría, que había en nuestra sociedad, de una manera muy estereotipada y exagerada con el fin de causar risa. Esta fórmula fue la que la llevó al éxito y la convirtió en una de las youtubers mexicanas más grandes en la plataforma.

### 2014-2016:Desubicados
Desubicados es una serie web protagonizada por Hoffman como Katy, Sara Cobo como Jaqui, José Luis Badalt como Rafa y Luis Carlos Muñoz como Quique. Fue estrenada el 4 de diciembre de 2014 en el canal de YosStoP en YouTube con capítulos cada 15 días durante cada temporada. La serie es una producción de Yoseline Hoffman con el apoyo de Dystopia Films, en la cual la dirección y edición estuvo a cargo de Hoffman y Fernando Perezgil. Esta fue la primera serie web en la que Hoffman se involucró como actriz, productora y directora.
La trama de esta serie gira en torno a Jaqui (Cobo), una adolescente de 17 años que está enamorada de Rafa (Badalt), un hombre mayor. Carmen, su madre, (Alejandra Coghlan) está en contra de ello y hará todo lo posible por impedir que su hija termine con su relación. Debido a su rebelde comportamiento, es expulsada de una escuela, por lo que se ve obligada a ingresar a una nueva, donde conoce a Katy (Hoffman), una chica bipolar que pronto se convierte en su amiga, y a Quique (Muñoz), el comprensivo novio de Katy.
La serie fue finalizada el 29 de diciembre de 2016 tras 24 episodios de 10 a 12 minutos distribuidos en tres temporadas que lograron reunir alrededor de 42,7 millones de vistas.

### 2016: incursión como presentadora
En mayo del 2016 se dio a conocer que la cuarta entrega de los MTV Millennial Awards sería conducida por el cantante colombiano Maluma y la estrella digital YosStoP. La ceremonia se llevó a cabo el 12 de junio del mismo año en el Pepsi Center WTC de la Ciudad de México.
Como parte de los promocionales, en ese momento se publicó un video donde YosStop se encuentra en la ducha, cantando «Borró Cassette», cuando de repente es interrumpida por Maluma quien le comienza a lavar el cabello, y a cantar. Esto provocó algunas reacciones, que de hecho la influencer recordó y le comentó al intérprete, cuando grabar un video para el canal de YouTube de YosStoP, donde hicieron una actividad de adivinar palabras con mímica.

### 2017:LoopyEl reflejo del diablo
En marzo de 2017 presentó su segunda serie creada en conjunto con Dystopia Films titulada Loop, en la cual funge como productora ejecutiva y coprotagonista. La serie contó con 8 capítulos de diez minutos que nos presentan la historia de Diego (Ricardo "N", alias Rix), un hombre que vive atrapado en el mismo día, repitiendo las mismas acciones una y otra vez, hasta que un día algo cambia y marca el inicio de una gran aventura entre tiempo y espacio. Al igual que su predecesor Desubicados, la serie se estrenó en el canal de YosStoP en YouTube con un episodio cada 15 días.
Más tarde, en abril de 2017 se estrenó el cortometraje de terror El Reflejo Del Diablo escrito y dirigido por Fernando Perezgil en asociación con Dystopia Films y protagonizado por Hoffman. Con una duración de 10 minutos, El Reflejo Del Diablo se desarrolla en el pueblo mágico de Tepoztlán (México) y trata sobre el poder de la música, los demonios, los miedos y el suicidio. Hoffman interpreta a Isabel, una joven estudiante de arquitectura, que visita una residencia en el pueblo mágico de Tepoztlán como parte de las actividades que realiza para la oficina donde trabaja. Isabel se siente atraída por una caja musical, la cual la lleva a una biblioteca llena de objetos de la dueña de la casa. Dentro de la biblioteca, encuentra la caja, justo al lado de una colección de espejos viejos que en un descuido, deja caer. Este suceso lleva a que un demonio que habita en los espejos cuya intención es seducir, agotar y conducir a sus víctimas al suicidio, se manifieste y se libere, conduciéndonos así al fatídico final de Isabel. El cortometraje fue proyectado en diversos festivales de cine alrededor del mundo, tales como el Hackney Attic Film Festival en Londres y el AFC Global Fest en India.

### 2017-2021: proyectos posteriores
En diciembre de 2017 fue anfitriona del programa de citas de MTV SwipeDate, junto a Fernando Lozada.
El 19 de abril de 2020, Hoffman anunció su tercera serie original titulada Unfollow, la cual se estrenó el día 14 de mayo del mismo año, teniendo de elenco al actor Guillermo Lozma como Sebastián y a Natalia Juárez como Romina. La serie constó de 9 capítulos de entre 15 y 20 minutos, siendo esta la serie con mayor duración por episodio producida por Hoffman.

## Controversias

### Escándalo del yate («Lady Yate» o «Lady Sabritones»)
El día 28 de julio de 2019, Hoffman viajaba a través de un yate en conjunto de aproximadamente 10 personas a la Isla Mujeres, Quintana Roo, en donde según palabras de la misma (en un vídeo publicado en Facebook), el conductor no se dirigía hacia el lugar correcto, además de «tener una pésima actitud». En el momento, Hoffman documentó para historias de Instagram la ya mencionada actitud, con las palabras: «Este señor que ven allá, es el ejemplo claro de ser una persona mal educada, culera, igualada, nos empezó a hablar bien feo el capitán de este yate, que horror güey eh, neta que horror que exista gente como él».
Posteriormente, realizó un par de historias más, entre ellas, donde le cantaban «Puto» de Molotov al capitán, donde no recomendaba el yate y dónde se gritaban y peleaban con el capitán. Esto ocasionó que Hoffman recibiera críticas en la red social Twitter (ahora X), llevando a la influencer a dar de baja su cuenta. El nombre «Lady Yate» proviene del conflicto haber sido en uno mismo, y «Lady Sabritones» del momento de los hechos estar consumiendo la botana.

### Problemas legales

#### Primer arresto
El 29 de junio de 2021, Hoffman fue aprehendida en su domicilio en la Colonia Narvarte Poniente, en la alcaldía Benito Juárez, de donde fue trasladada al Centro Femenil de Reinserción Social Santa Martha Acatitla imputada  de  supuestamente cometer el delito de descripción de pornografia infantil, tras hablar sobre un tema viral en el que unos adolescentes de la Ciudad de México protagonizaban una pelea callejera misma donde se menciona el caso de Ainara Suárez una joven con un comportamiento problemático, una de las chicas de la pelea hablo con Yoseline sobre esto por lo que en el video se muestra una captura de pantalla que la chica le envió a Ainara (conversación que esta chica le envió a Yoss) censurada para resguardar la privacidad de Ainara, Yoseline aunque no mostró ni describió ningún material, por hablar del caso las autoridades se sirvieron para mediante los abogados de Ainara realizar lo que la sociedad llamó “una persecución mediática” 
Hoffman fue liberada del  el penal de Santa Martha Acatitla el 30 de noviembre de 2021 por la noche tras cinco meses presa, tras llegar un acuerdo reparatorio, donde aceptaba la culpabilidad de sus acciones, además de otorgarle a la víctima su casa valuada en aproximadamente 3 millones de pesos, su auto y su dinero en cuenta de banco ($160,000 pesos mexicanos) además de donar de por vida el 5% de sus ingresos a organizaciones feministas por lo que la fiscalía aceptó dentro del acuerdo reducir el delito a «discriminación».
El agente del Ministerio Público de la Subprocuraduría de Procesos en acuerdo con la defensa de la influencer, solicitó la reclasificación del delito y la víctima, aceptó la reparación del daño ofrecida por la defensa de la imputada. La FGJ señaló que se apegaron a la justicia restaurativa, el acuerdo consistió en el otorgamiento de diversos bienes materiales, el pago de una cantidad económica y otorgacion de propiedades y bienes no contactar a la víctima, una disculpa pública, y principalmente aceptar que realizó las conductas descritas en la denuncia, así como no expresarse de forma denigrante, insultante y humillante hacia cualquier persona. Asimismo, deberá publicar un video cada mes en el que comparta el contenido de los cursos a los que asistirá, capacitarse en el tema de víctimas, así como donar el cinco por ciento de sus ingresos a asociaciones o colectivas.
Finalmente el 20 de enero de 2025, Badui hizo público que había quedado completamente absuelta del caso de Ainara 'S', con una imagen la cual mostraba su completo deslinde sobre el mismo con el texto, aunque Yoseline no ha compartido más información queda claro que es completamente inocente y que no hay antecedentes penales, no se sabe si contrademandara a Ainara pues muchos de sus seguidores están de acuerdo en que si ella fue declarada inocente ¿porque no puede recuperar los bienes que le fueron despojados? cuando es claro que se actuó con alevosía y ventaja:

El pasado 10 de enero de 2025, la Juez de Control del Sistema Penal Acusatorio de la Ciudad de México, resolvió extinguir la acción penal y decretar el Sobreseimiento de la Carpeta Judicial 011/0771/2021 en favor de nuestra cliente Yoseline Hoffman Badui. Esta resolución tiene efectos de SENTENCIA ABSOLUTORIA en favor de Yoseline Hoffman, por los hechos y delitos Pornografia infantil y discriminación) relacionados con el video de Youtube denominado "Patética Generación". También, prohibe una nueva investigación a la Fiscalia por estos mismos hechos. La resolución de la Juez de Control señalada se encuentra firme y es cosa juzgada, concluyendo asi el asunto en definitiva, por lo que, Yoseline Hoffman Badui no cuenta con ningun antecedente penal.

#### Segundo arresto
El 13 de marzo de 2024 Hoffman fue obligada a no subir contenido a todo tipo de red social que tuviera, debido a una orden de medidas de protección sobre su ex socia Gabriela, con quién manejaba un spa llamado Gy Experience y a quién se le acusó de haber cometido el acto de robo.
Hoffman al haber recibido tal orden, abandonó por completo todas sus redes sociales para cumplirla sin embargo, hizo pública la venta de un inmueble de un familiar en una cuenta personal y en dónde «solo tiene a familiares», la cual fue tomada como un incumplimiento a la orden de protección y fue detenida para cumplir 36 horas (de las cuales fueron únicamente al rededor de 9 horas). Medios de comunicación informaron su detención con el motivo de haber agredido a una mujer, lo cual horas tarde fue desmentido por su cónyuge, Gerardo González.
Hoffman fue finalmente «liberada» al rededor de las 21:00 h del 26 de agosto de 2024 (mismo día que fue detenida), esto según un vídeo publicado por González. Fue hasta el 2 diciembre del mismo año en el que «como parte de un arreglo», pudo volver a publicar en sus redes sociales.

## Filmografía

### Series web
| Año         | Título           | Personaje | Rol         | Ref.   |
| ----------- | ---------------- | --------- | ----------- | ------ |
| 2014 - 2016 | Desubicados      | Katy      | Principal   | [ 12 ] |
| 2017        | Loop             | Mariela   | Coprincipal | [ 40 ] |
| 2017        | Insanamente YoSs | Yoss      | Principal   | [ 12 ] |
| 2020        | Unfollow         | Sam       | Coprincipal | [ 41 ] |

### Cortometrajes
| Año  | Título                | Personaje | Rol       | Ref.   |
| ---- | --------------------- | --------- | --------- | ------ |
| 2017 | El Reflejo Del Diablo | Isabel    | Principal | [ 18 ] |

## Premios y nominaciones
| Premiación                | Año  | Trabajo nominado                                                | Categoría                    | Resultado | Ref.   |
| ------------------------- | ---- | --------------------------------------------------------------- | ---------------------------- | --------- | ------ |
| Eliot Awards              | 2015 | Yosstop                                                         | V-Logging                    | Nominada  | [ 42 ] |
| Fans Choice Awards        | 2018 | Yosstop                                                         | Influencer                   | Ganadora  | [ 43 ] |
| Fans Choice Awards        | 2020 | Yosstop                                                         | Influencer                   | Nominada  | [ 44 ] |
| Kids Choice Awards México | 2017 | Yosstop                                                         | Chica Trendy                 | Nominada  | [ 45 ] |
| MTV Millennial Awards     | 2015 | "Katy" (Yosstop) y "Quique" (Luis Carlos Muñoz) en Desubicados. | Pareja En Llamas             | Nominada  | [ 46 ] |
| MTV Millennial Awards     | 2016 | Yosstop                                                         | Snapchatero Mexicano Del Año | Nominada  | [ 47 ] |
| MTV Millennial Awards     | 2017 | Yosstop                                                         | Ícono Miaw Del Año           | Nominada  | [ 48 ] |
| MTV Millennial Awards     | 2017 | Yosstop                                                         | Instacrush                   | Nominada  | [ 48 ] |
| MTV Millennial Awards     | 2017 | Caeli ft. Yosstop                                               | Supercolab                   | Ganadora  | [ 48 ] |
| MTV Millennial Awards     | 2018 | Yosstop                                                         | Rostizado Del Año            | Nominada  | [ 49 ] |
| MTV Millennial Awards     | 2019 | Yosstop                                                         | ¡Arriba Mujeres!             | Ganadora  | [ 50 ] |
| MTV Millennial Awards     | 2019 | Perros Hoffman de Yosstop                                       | Instapets                    | Nominada  | [ 50 ] |